# 卡納河

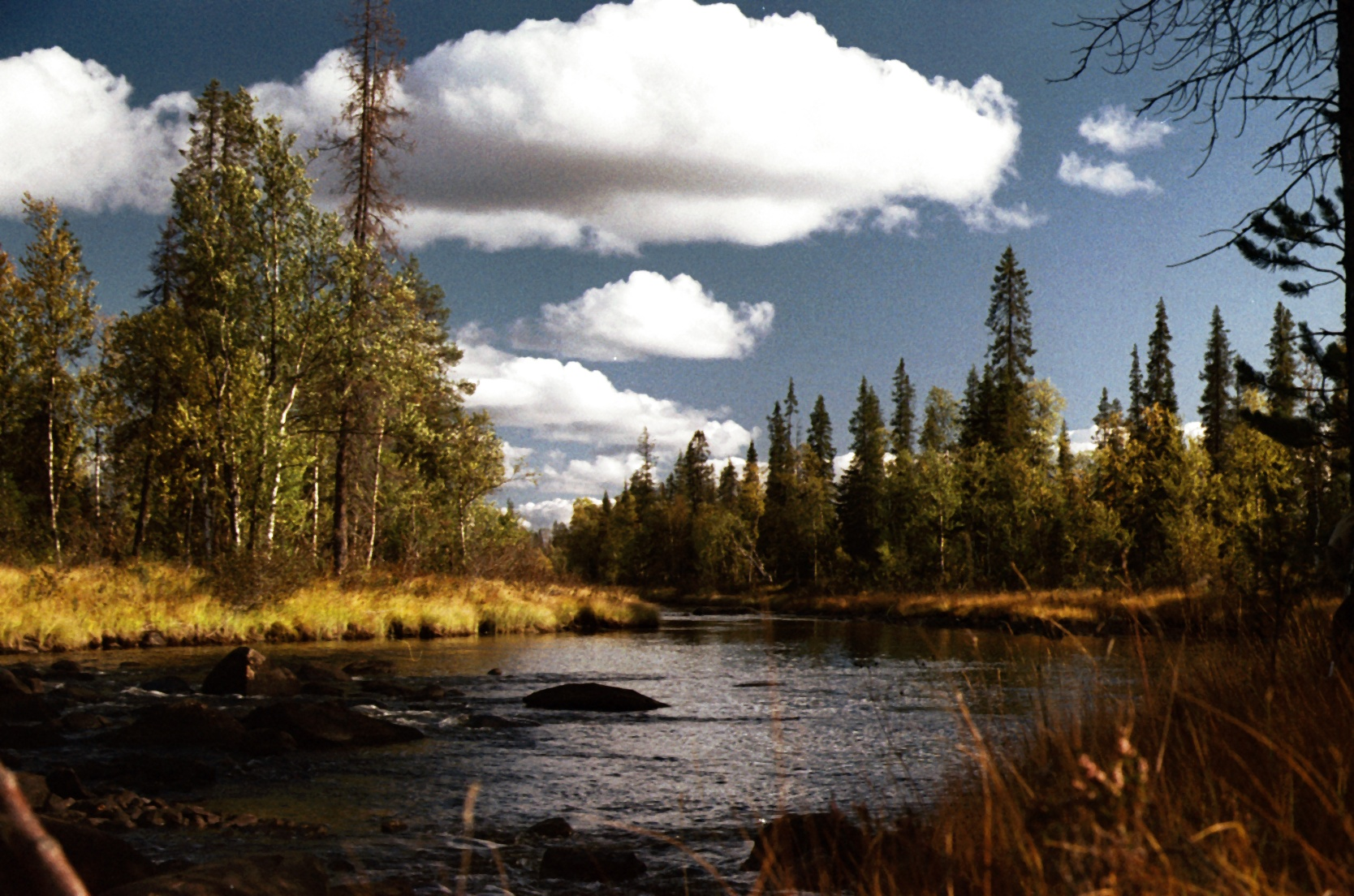
卡納河

卡納河是俄羅斯的河流，位於摩爾曼斯克州內科拉半島西南部，屬於溫巴河的支流，發源自阿帕季特以南約25公里的伊曼德拉湖，一直向西流經森林和沼澤，最終從北面注入卡諾澤羅湖，河道全長50公里。